# Joe Harris
Joseph "Joe" Malcolm Harris (Chelan, 6 de setembro de 1991) é um ex-jogador norte-americano de basquete profissional que atuou por dez temporadas na National Basketball Association (NBA).
Ele jogou basquete universitário na Universidade da Virgínia antes de ser selecionado como a 33ª escolha geral no draft da NBA de 2014 pelo Cleveland Cavaliers.

## Primeiros anos
Harris nasceu e foi criado em Chelan, Washington, filho de Joseph Harris Sr., que treinou a equipe masculina de basquete da Bridgeport High por 6 anos e, depois, Chelan High por 25 anos e ingressou no Washington Interscholastic Basketball Association Association Hall of Fame em 2011, e Alice Harris, que cresceu jogando softball, vôlei e basquete, e é corretora e diretora de vendas da Coldwell Banker Lake Chelan Properties. 
Harris tem três irmãs: Kaiti, Jaicee e Mackenzie. Kaiti jogava basquete universitário na Yakima Valley College e na Warner Pacific College, Jaicee jogava vôlei em Universidade Estadual de Washington e Mackenzie jogava vôlei no Chelan High. 
Quando criança, Harris escreveu metas pessoais e tinha pôsteres de lendas da NBA nas paredes e no teto do quarto. Um de seus objetivos era fazer pelo menos mil arremessos por dia.

## Carreira no ensino médio
Harris jogou todos os quatro anos em Chelan High, onde foi treinado por seu pai, o treinador Joe Harris.
Em seu penúltimo ano, ele teve médias de 24,7 pontos, 8,5 rebotes, 4,3 assistências e 2,7 roubos de bola e liderou a equipe ao titulo do torneio estadual de Classe 1A com um recorde de 24-6. Ele foi nomeado o Jogador do Ano da Classe 1A pela Associated Press e foi selecionado para a Primeira-Equipe de Todos os Torneios da Classe 1A.
Em seu último ano, Harris levou sua equipe para o quinto lugar no torneio estadual da Classe 1A depois de liderá-los para um recorde de 26-2. Ele teve médias de 26,6 pontos, 8,0 rebotes, 4,6 assistências, 4,4 roubos de bola e 1,6 bloqueios. Ele foi nomeado o Mr. Basketball de Washington pela Associação de Treinadores do Estado de Washington e foi nomeado o Jogador do Ano Gatorade de Washington. Pelo segundo ano consecutivo, Harris foi eleito Jogador do Ano da Classe 1A pela AP e foi selecionado para a Primeira-Equipe de Todos os Torneios da Classe 1A.
Ele terminou sua carreira no colegial com 452 assistências, 699 rebotes, 282 roubos de bola e um recorde de 2.399 pontos na Classe 1A.
| Nome | Cidade natal                                              | High school | Altura             | Peso           | Data                |
| --- | --------------------------------------------------------- | ----------- | ------------------ | -------------- | ------------------- |
| Joe Harris SG | Chelan, Washington                                        | Chelan High | 6 ft 5 in (1.96 m) | 200 lb (91 kg) | 3 de Agosto de 2009 |
| Joe Harris SG | Avaliação: Scout: Rivals: 247Sports: ESPN: ESPN grade: 90 |             |                    |                |                     |
| Classificação geral de novatos: Scout: 51º \| Rivals: 119º |                                                           |             |                    |                |                     |
| - Nota: Em muitos casos, Scout, Rivals, 247Sports e ESPN podem entrar em conflito em suas listas de altura e peso. Nestes casos, a média foi obtida. As notas da ESPN estão em uma escala de 100 pontos. Fonte: |                                                           |             |                    |                |                     |

## Carreira universitária

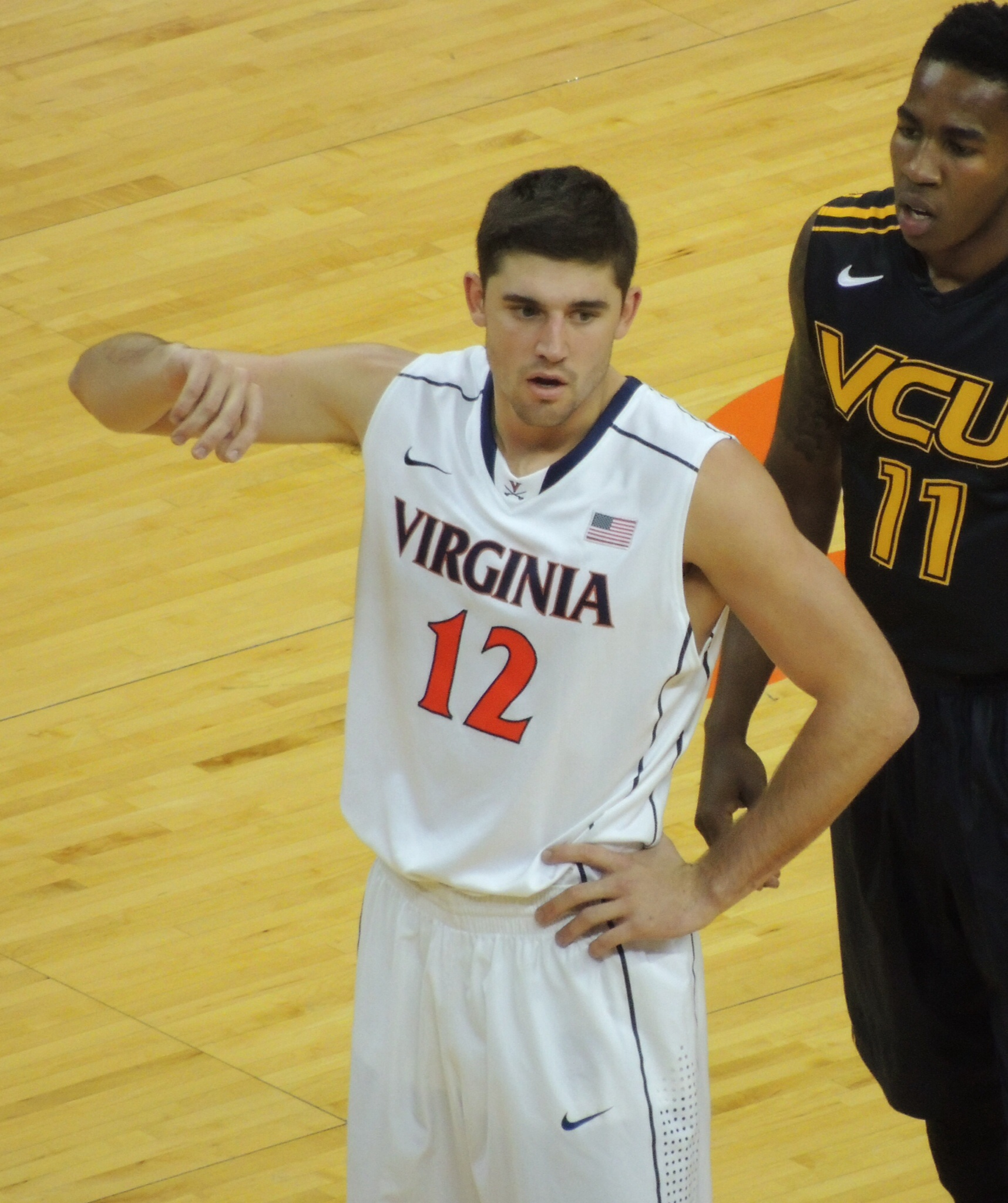
Harris em Virginia em Novembro de 2013

Harris foi recrutado pelo treinador Tony Bennett, enquanto Bennett era o treinador da Universidade Estadual de Washington. Quando Bennett se mudou para a Universidade da Virgínia, Harris mudou seu compromisso para se juntar a ele lá.

### Temporada de calouro
Na estreia universitária de Harris, ele registrou 2 pontos, 4 rebotes e 3 assistências em uma vitória 76-52 sobre William & Mary. Em 18 de novembro, Harris teve seu primeiro jogo como titular e marcou 12 pontos na derrota por 60-81 para Stanford. 
No Maui Invitational Tournament, ele registrou 19 pontos e 7 rebotes em uma derrota por 63-106 para Washington. Em 35 minutos de jogo, Harris teve 24 pontos e 5 rebotes contra Minnesota no ACC-Big Ten Challenge de 2010, vencendo por 87-79.
Em 5 de fevereiro, Harris jogou por 41 minutos e registrou 18 pontos, 3 rebotes, 2 assistências e 3 roubos de bola em uma derrota por 68-70 para Miami. Em 1º de março, Harris registrou 19 pontos, 5 rebotes, 3 assistências e 2 roubos de bola, levando os Cavaliers à vitória por 69-58 sobre a Universidade Estadual da Carolina do Norte. 
Virgínia perdeu na primeira rodada do Torneio da ACC de 2011 para Miami por 62-69. A equipe terminou a temporada com um recorde de 7–9 na conferência e um recorde geral de 16–15.
Harris teve médias de 32,0 minutos, 5,1 rebotes e 11,2 pontos nos 16 jogos da temporada regular da ACC.

### Segunda temporada
No jogo de abertura da temporada contra a Universidade da Carolina do Sul, Harris registrou 13 pontos, 6 rebotes e 4 assistências na vitória por 75-38. No primeiro dos três jogos do Paradise Jam Tournament, ele registrou 13 pontos, 6 rebotes e 3 assistências em uma derrota por 55–57 contra TCU. No entanto, a equipe derrotaria Drexel e Drake em seu segundo e terceiro jogo, por 49-35 e 60-52, respectivamente. Harris marcou 12 pontos contra Drexel e 18 pontos contra Drake, respectivamente.
No ACC-Big Ten Challenge de 2011, ele registrou 18 pontos, 7 rebotes e 4 roubos de bola contra Michigan, vencendo por 70-58. No jogo seguinte, Harris marcou 19 pontos na vitória por 65-61 contra Clemson. Em 25 de fevereiro, Harris teve 12 pontos, 5 rebotes, 3 assistências e 3 bloqueios contra Carolina do Norte em uma derrota por 51-54. A equipe foi derrotada por NC State, por 64 a 67, nas quartas de final do Torneio da ACC de 2012.
Harris ajudou a liderar a equipe para o Torneio da NCAA de 2012, a primeira participação de Virginia desde 2007. No entanto, eles foram eliminados pela Florida por 45-71 na segunda rodada. Os Cavaliers terminaram a temporada com um recorde de 9-7 na conferência e um recorde geral de 22-10.
Harris fraturou um osso em sua mão esquerda durante um jogo contra Carolina do Norte em 11 de fevereiro. Ele ainda jogou em todos os jogos restantes da temporada, mas com um envoltório acolchoado em torno de sua mão.
Harris aumentou sua pontuação para 11.3 por jogo. Ele também teve uma média de 3,9 rebotes, tendo acertado 44,2% dos arremessos, 38,0% da linha de 3 pontos e 77,2% da linha de lance livre, e foi nomeado para o Segunda-Equipe All-State.

### Terceira temporada
Na temporada de 2012–13, Harris se tornou um dos principais jogadores da Atlantic Coast Conference (ACC). Ele começou a temporada registrando 19 pontos, 3 assistências e 8 rebotes em uma derrota por 59-63 contra George Mason.
Na primeira rodada do NIT Season-Off de 2012, Harris registrou 15 pontos, 3 assistências e 7 rebotes na vitória por 54-45 contra Fairfield. No entanto, Virgínia perderia na segunda rodada para Delaware por 53-59. Harris marcou 20 pontos no esforço perdedor. 
No ACC-Big Ten Challenge de 2012, ele registrou 22 pontos, 5 assistências e 5 rebotes na vitória por 60-54 contra Wisconsin-Madison. No Governor's Invitational, ele teve 18 pontos, 2 assistências, 3 rebotes e 2 roubos de bola em uma derrota por 61-63 contra Old Dominion. Em 28 de fevereiro, Harris marcou 36 pontos contra Duke na vitória por 73-68.
Ele liderou os Cavaliers para um recorde de 11-7 na conferência e um recorde geral de 23-12, tendo médias de 16,3 pontos e 4,0 rebotes. Ele foi nomeado para a Primeira-Equipe da ACC no final da temporada.

### Quarta temporada
Indo para sua quarta temporada em 2013-14, Harris recebeu um significativo reconhecimento na pré-temporada. Ele foi nomeado para a lista de observação para o Prêmio John R. Wooden como Jogador Nacional do Ano.
Harris levou Virginia ao seu primeiro título da temporada regular da ACC desde 1981, seu primeiro título do Torneio da ACC desde 1976 e sua primeira participação no Sweet Sixteen do Torneio da NCAA desde 1995. Harris ganhou o prêmio de MVP do Torneio da ACC e foi nomeado para a Primeira-Equipe do Torneio e pra Terceira-Equipe da ACC.

## Carreira profissional

### Cleveland Cavaliers (2014–2016)

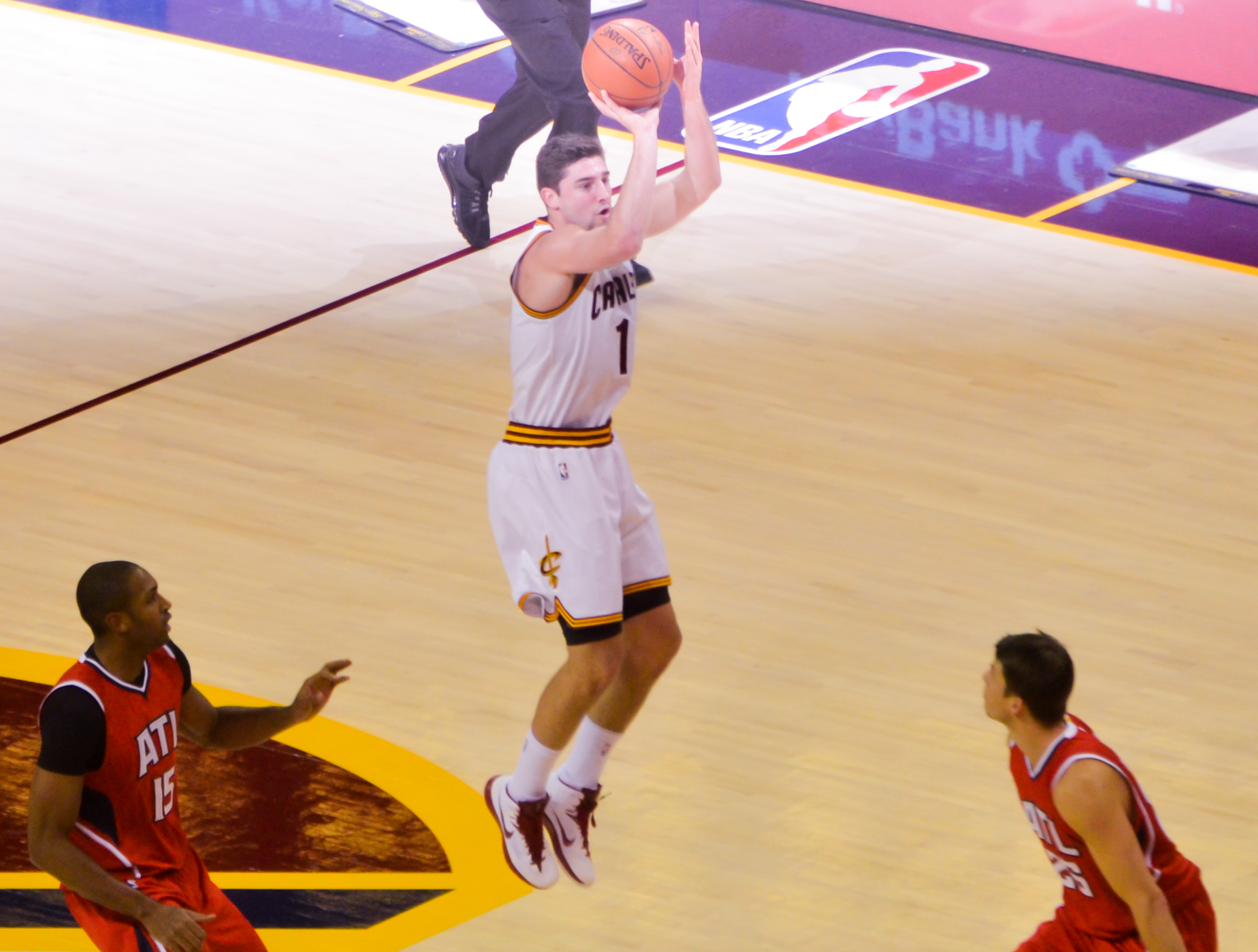
Harris tentando um arremesso com os Cavaliers em 2014

Em 26 de junho de 2014, Harris foi selecionado pelo Cleveland Cavaliers com a 33ª escolha geral do Draft de 2014. Em 24 de julho, ele assinou seu contrato com os Cavaliers, depois de ter médias de 7,8 pontos, 1,5 rebotes e 1,5 assistências durante a Summer League de 2014.
Harris foi titular pela primeira vez na carreira em 5 de janeiro, marcando 16 pontos na derrota por 92-95 contra o Philadelphia 76ers. Devido ao retorno de LeBron James e da aquisição de Kevin Love, Harris perdeu tempo de jogo e foi designado para o Canton Charge da D-League em 20 de janeiro. Em sua temporada de estreia, os Cavaliers chegaram às Finais da NBA de 2015, mas perderam para o Golden State Warriors em seis jogos.
Em 5 de janeiro de 2016, Harris passou por uma cirurgia para remover um osso extra em seu pé direito. Uma semana depois, ele foi negociado, juntamente com uma escolha de segunda rodada do Draft de 2017, para o Orlando Magic em troca de uma escolha de segunda rodada do Draft de 2020. Ele foi imediatamente dispensado pelo Magic.

### Brooklyn Nets (2016–2023)

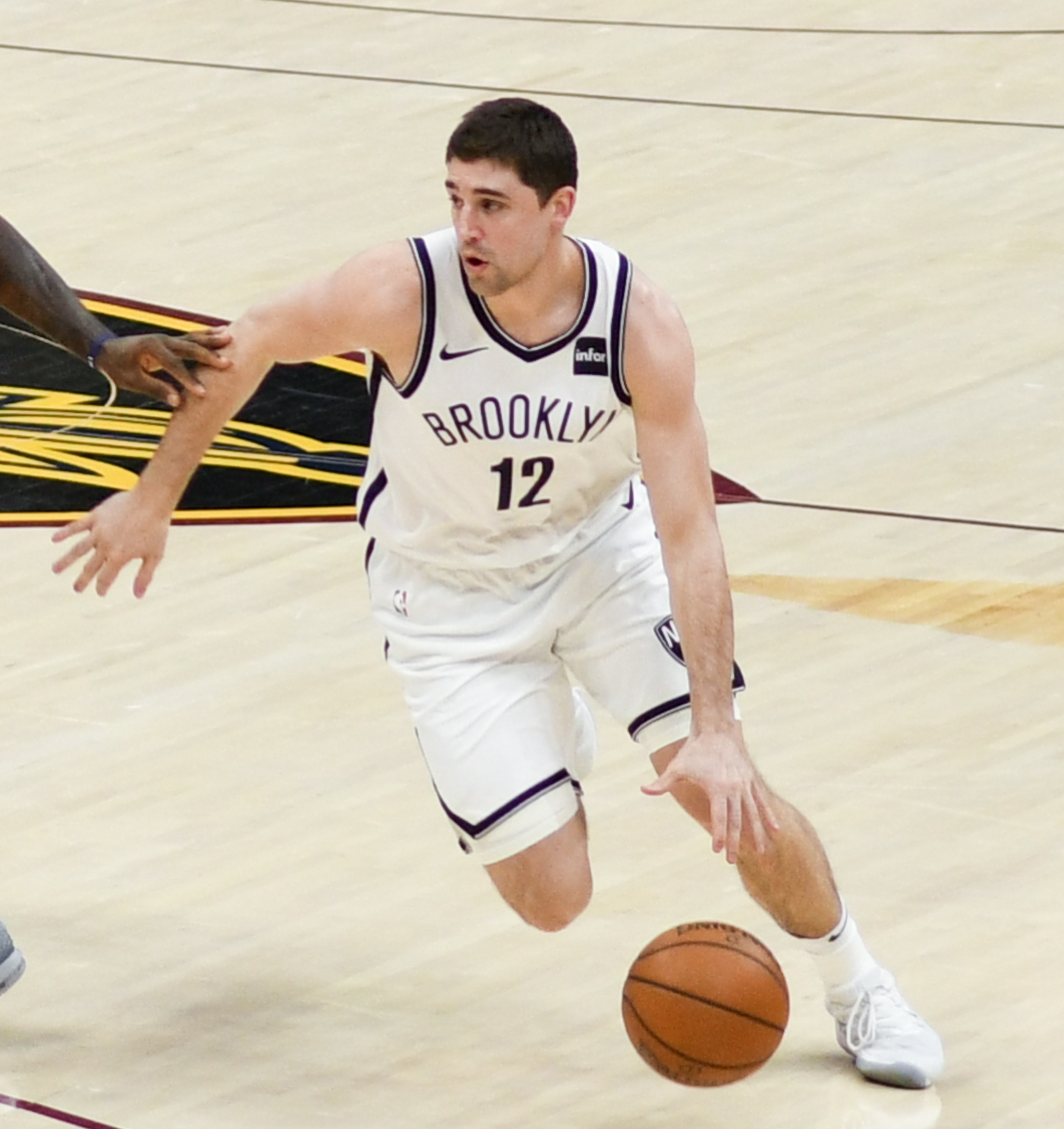
Harris com os Nets em 2018.

Em 19 de julho de 2016, Harris assinou com o Brooklyn Nets. Ele fez sua estreia na abertura da temporada em 26 de outubro de 2016 contra o Boston Celtics. Em 25 minutos, ele marcou 16 pontos em uma derrota por 122-117. 
Em 18 de dezembro de 2016, ele fez 19 pontos em uma derrota por 108-107 para o Philadelphia 76ers. Em 2 de abril de 2017, ele foi descartado pelo resto da temporada com uma torção no ombro esquerdo.
Em 29 de dezembro de 2017, Harris marcou 21 pontos na vitória por 111-87 sobre o Miami Heat. Em 6 de janeiro de 2018, ele registrou seu primeiro duplo-duplo com 10 pontos e 12 rebotes em uma derrota por 87-85 para o Boston Celtics. Em 25 de março de 2018, ele fez 30 pontos em uma derrota por 121-114 para o Cleveland Cavaliers.
Em 24 de julho de 2018, Harris renovou seu contrato com os Nets. Em 19 de outubro de 2018, em uma vitória por 107-105 sobre o New York Knicks, Harris acertou o seu 237º arremesso de 3 pontos pelos Nets, esse acerto levou ele para a 10° posição entre os jogadores que mais acertaram arremessos de 3 pontos na franquia. Em 4 de novembro, em uma vitória por 122-97 sobre os 76ers, Haris acertou pelo menos um arremesso de 3 pontos em seu 25º jogo seguido, passando a ocupar o quarto lugar na lista de jogadores que mais acertaram arremessos de 3 pontos na franquia. Em 21 de dezembro, com uma derrota por 114-106 para o Indiana Pacers, Harris acertou pelo menos um arremesso de 3 pontos em 30 jogos consecutivos.
Em 16 de fevereiro, ele ganhou o Concurso de Três Pontos da NBA durante o All-Star Weekend. Nos playoffs, ele acertou 4 de 21 arremesso de três pontos ao longo de cinco jogos.
Em 23 de novembro de 2020, Harris assinou novamente com os Nets. Em 19 de fevereiro, Harris estabeleceu um recorde de franquia como o jogador mais rápido a fazer 100 cestas de 3 pontos em uma temporada com 31 jogos disputados, superando o recorde anterior alcançado por quatro jogadores com 41 jogos.
Durante uma derrota por 93-106 para o Miami Heat em 27 de outubro de 2021, Harris se tornou o líder da franquia em arremessos de três pontos, superando os 813 feitos por Jason Kidd. Em 14 de novembro, durante uma vitória por 120-96 sobre o Oklahoma City Thunder, Harris sofreu uma lesão no tornozelo esquerdo. Ele foi submetido a uma cirurgia artroscópica em 29 de novembro e foi descartado por pelo menos 4 a 8 semanas. Em 3 de março de 2022, Harris planejava se submeter a uma segunda cirurgia no tornozelo e foi descartado pelo restante da temporada de 2021-22. Em 21 de março, ele passou pela cirurgia, que foi uma reconstrução do ligamento do tornozelo esquerdo.

### Detroit Pistons (2023-2024)
Em 6 de julho de 2023, Harris foi trocado para o Detroit Pistons por duas escolhas de segundo round e uma compensação financeira. Ele foi dispensado pela equipe em 8 de fevereiro de 2024.
Em 15 de agosto de 2024, Joe Harris anunciou sua aposentadoria da NBA. Lesões o impediram de ter sequência e levou ao fim precoce de sua carreira.

## Estatísticas da carreira

### NBA

#### Temporada regular
| Ano      | Equipe    | PJ  | PT  | MPJ  | AP   | 3P    | LL   | RT  | AS  | BR | TO | PPJ  |
| -------- | --------- | --- | --- | ---- | ---- | ----- | ---- | --- | --- | -- | -- | ---- |
| 2014–15  | Cleveland | 51  | 1   | 9.7  | .400 | .369  | .600 | .8  | .5  | .1 | .0 | 2.7  |
| 2015–16  | Cleveland | 5   | 0   | 3.0  | .250 | .250  | .000 | .6  | .4  | .0 | .0 | .6   |
| 2016–17  | Brooklyn  | 52  | 11  | 21.9 | .425 | .385  | .714 | 2.8 | 1.0 | .6 | .2 | 8.2  |
| 2017–18  | Brooklyn  | 78  | 14  | 25.3 | .491 | .419  | .827 | 3.3 | 1.6 | .4 | .3 | 10.8 |
| 2018–19  | Brooklyn  | 76  | 76  | 30.2 | .500 | .474* | .827 | 3.8 | 2.4 | .5 | .2 | 13.7 |
| 2019–20  | Brooklyn  | 69  | 69  | 30.8 | .486 | .424  | .719 | 4.3 | 2.1 | .6 | .2 | 14.5 |
| 2020–21  | Brooklyn  | 69  | 65  | 31.0 | .505 | .475* | .778 | 3.6 | 1.9 | .7 | .2 | 14.1 |
| 2021–22  | Brooklyn  | 14  | 14  | 30.2 | .452 | .466  | .833 | 4.0 | 1.0 | .5 | .1 | 11.3 |
| Carreira | Carreira  | 414 | 250 | 22.7 | .438 | .407  | .662 | 2.9 | 1.3 | .4 | .1 | 9.4  |

#### Playoffs
| Ano      | Equipe    | PJ | PT | MPJ  | AP   | 3P   | LL    | RT   | AS  | BR | TO | PPJ  |
| -------- | --------- | -- | -- | ---- | ---- | ---- | ----- | ---- | --- | -- | -- | ---- |
| 2015     | Cleveland | 6  | 0  | 2.7  | .333 | .333 | .750  | .2   | .2  | .0 | .0 | 1.3  |
| 2019     | Brooklyn  | 5  | 5  | 29.8 | .372 | .190 | 1.000 | 4.2  | .6  | .6 | .0 | 8.8  |
| 2020     | Brooklyn  | 2  | 2  | 36.0 | .522 | .583 | .500  | 10.0 | 1.0 | .5 | .0 | 16.5 |
| 2021     | Brooklyn  | 12 | 12 | 36.2 | .398 | .402 | .750  | 3.6  | 1.6 | .3 | .2 | 11.2 |
| Carreira | Carreira  | 25 | 19 | 26.1 | .406 | .377 | .750  | 4.5  | .8  | .3 | .0 | 9.4  |

### Universitário
| Ano      | Equipe   | PJ  | PT  | MPJ  | AP   | 3P   | LL   | RT  | AS  | BR  | TO | PPJ  |
| -------- | -------- | --- | --- | ---- | ---- | ---- | ---- | --- | --- | --- | -- | ---- |
| 2010–11  | Virginia | 31  | 25  | 29.4 | .418 | .417 | .759 | 4.4 | 1.3 | .9  | .4 | 10.4 |
| 2011–12  | Virginia | 32  | 31  | 30.3 | .442 | .380 | .772 | 3.9 | 1.7 | .7  | .4 | 11.3 |
| 2012–13  | Virginia | 35  | 35  | 32.5 | .468 | .425 | .740 | 4.0 | 2.2 | .9  | .5 | 16.3 |
| 2013–14  | Virginia | 37  | 37  | 28.8 | .441 | .400 | .640 | 3.0 | 2.3 | 1.0 | .2 | 12.0 |
| Carreira | Carreira | 135 | 128 | 30.2 | .442 | .405 | .727 | 3.8 | 1.8 | .8  | .3 | 12.5 |

Fonte:

## Vida pessoal
Harris está em um relacionamento com Ina Browning, a quem ele conheceu enquanto frequentava a Universidade da Virgínia. Ela é consultora da McKinsey & Company em Nova York.
Harris usa uma faixa verde fluorescente em torno de seu pulso esquerdo, em memória de sua prima, Tricia Haerling.
Desde 2015, Harris realiza o Campo de Basquete Joe Harris, para alunos do jardim de infância até o oitavo ano, todos os verões na Chelan High School.

Harris é um membro do "Starting Five", juntamente com Malcolm Brogdon, Justin Anderson, Anthony Tolliver e Garrett Temple. Seu objetivo é arrecadar US $ 225.000 através da Hoops2O, fundada por Brogdon, para financiar cinco poços na África Oriental. Harris viajou com Brogdon e Anderson para a Tanzânia para testemunhar a abertura do primeiro poço que eles fundaram em julho de 2019, e em novembro a Hoops2O havia levantado quase $ 400.000. Em fevereiro de 2020, a instituição de caridade havia financiado a construção de dez poços na Tanzânia e no Quênia, levando água para mais de 52.000 cidadãos.